# Ruslan Bassijew
Ruslan Bassijew (armenisch Ռուսլան Բասիև, russisch Руслан Басиев; * 20. Juni 1979) ist ein armenischer Ringer nordossetischer Herkunft. Er wurde 2009 Vize-Europameister im freien Stil im Schwergewicht (bis 120 kg Körpergewicht (KG)).

## Werdegang
Ruslan Bassijew kam in Wladikawkas in Nordossetien zum Ringen. Er entwickelte sich dort bei einer Größe von 1,88 Metern zu einem ausgewachsenen Schwergewichtler von knapp 120 kg Körpergewicht. Er ringt ausschließlich im freien Stil. Bis zum Jahre 2005 rang er für Russland. Er konnte in jenen Jahren aber nie ganz die absolute Spitze in Russland erreichen und kam zu keinen Einsätzen bei den internationalen Meisterschaften. Aus dem Jahre 2005 ist jedoch ein Einsatz beim Turnier des kubanischen Ringerverbandes in Sancti Spíritus bekannt. Trainiert wurde bzw. wird Ruslan Bassijew, der jetzt in Jerewan lebt, von Aslan Gabarajew bzw. Araik Bagdassarjan.
Im Jahre 2006 wechselte Ruslan Bassijew vom russischen Ringerverband zum armenischen über. Er startete dann auch gleich bei der Europameisterschaft in Moskau, verlor dort aber schon seinen ersten Kampf gegen Boschidar Bojadschiew aus Bulgarien, womit er nach dem damaligen Reglement schon ausschied und nur den 14. Platz belegte. Wesentlich besser lief es für ihn bei der Weltmeisterschaft 2006 im chinesischen Guangzhou. Er besiegte dort Iwan Ischtschenko aus der Ukraine, Jose Cuba Vázquez aus Spanien, Otto Aubeli aus Ungarn und Recep Kara aus der Türkei und verlor nur gegen den Olympiasieger Artur Taymazov, einen für Usbekistan startenden ossetischen Landsmann und gewann damit die Bronzemedaille im Schwergewicht.
Bei der Europameisterschaft 2007 in Sofia und bei der Weltmeisterschaft 2007 in Baku gewann Ruslan Bassijew zwar jeweils seinen ersten Kampf, schied aber bei beiden Meisterschaften nach Niederlagen im zweiten Kampf aus. In Sofia verlor er dabei gegen Fatih Çakıroğlu aus der Türkei und in Baku gegen Marid Mutalimow aus Kasachstan. Er belegte damit die Plätze neun und zwölf.
Ein ähnliches Ergebnis erzielte er bei der Europameisterschaft 2008 in Tampere. Hier schied er nach einer Niederlage gegen Bachtijar Achmedow aus Russland früh aus und kam auf den 11. Platz. Bei zwei sich anschließenden Olympia-Qualifikations-Turnieren in Martigny/Schweiz und in Warschau gelang es ihm mit den Plätzen zehn und vierzehn nicht, sich für die Olympischen Spiele in Peking zu qualifizieren.
Er resignierte aber nicht und kämpfte sich bei der Europameisterschaft 2009 in Vilnius mit Siegen gegen Sergejs Djonins aus Lettland, Dawit Otiaschwili aus Georgien und Wassyl Tesmynezkyj aus der Ukraine bis in das Finale vor, in dem er gegen Əli İsayev aus Aserbaidschan nach Punkten verlor und damit Vize-Europameister wurde. Bei der WM in Herning/Dänemark und auch bei den internationalen Meisterschaften in den Jahren 2010 und 2011 konnte sich Ruslan Basijew nicht mehr im Vorderfeld platzieren.

## Internationale Erfolge
| Jahr | Platz | Wettbewerb                                              | Gewichtsklasse | |
| 2005 | 3.    | Intern. Turnier „Cerro Pelada“ in Sancti Spíritus/Kuba  | Schwer         | hinter Alexis Rodríguez Valera, Kuba u. Tolly Thompson, USA, gemeins. mit Disney Rodríguez, Kuba                                                                           |
| 2006 | 14.   | EM in Moskau                                            | Schwer         | nach Niederlage gegen Boschidar Bojadschiew, Bulgarien |
| 2006 | 3.    | WM in Guangzhou/China                                   | Schwer         | mit Sieg über Iwan Ischtschenko, Ukraine, Niederlage gegen Artur Taymazov, Usbekistan u. Siegen über Jose Cuba Vázquez, Spanien, Otto Aubeli, Ungarn u. Recep Kara, Türkei |
| 2007 | 3.    | „Stepan-Sargisjan“-Memorial in Jerewan                  | Schwer         | hinter Aljaksej Schamarau u. Innokenti Zybow, bde. Russland, gemeins. mit Dawit Modsmanaschwili, Georgien                                                                  |
| 2007 | 9.    | EM in Sofia                                             | Schwer         | mit einem Sieg über Kazbek Missikow, Frankreich u. einer Niederlage gegen Fatih Çakıroğlu, Türkei                                                                          |
| 2007 | 12.   | WM in Baku                                              | Schwer         | mit einem Sieg über Cheema Palwinder Singh, Indien u. einer Niederlage gegen Marid Mutalimow, Kasachstan                                                                   |
| 2008 | 3.    | Kiew-Cup                                                | Schwer         | hinter Marid Mutalimow u. Aljaksej Schamarau, gemeins. mit Əli İsayev, Aserbaidschan vor David Musuľbes, Slowakei                                                          |
| 2008 | 11.   | EM in Tampere                                           | Schwer         | nach einer Niederlage gegen Bachtijar Achmedow, Russland |
| 2008 | 10.   | Olympia-Qualif.-Turnier in Martigny/Schweiz             | Schwer         | Sieger: David Musuľbes vor Rajeev Tomar, Indien |
| 2008 | 14.   | Olympia-Qualif.-Turnier in Warschau                     | Schwer         | Sieger: Liang Lei, China vor Otto Aubeli u. Aleksi Modebadse, Georgien |
| 2009 | 2.    | EM in Vilnius                                           | Schwer         | mit Siegen über Sergejs Djomins, Lettland, Dawit Otiaschwili, Georgien u. Wassyl Tesmynezkyj, Ukraine u. einer Niederlage gegen Əli İsayev, Aserbaidschan                  |
| 2009 | 19.   | WM in Herning/Dänemark                                  | Schwer         | nach einer Niederlage gegen Arjan Bhullar, Kanada |
| 2010 | 2.    | „Takhti“-Cup in Esfahan/Iran                            | Schwer         | hinter Mohammad Reza Azar Shakib Seyed, Iran, vor Parviz Hadji und Davoud Ahmati, beide Iran                                                                               |
| 2010 | 26.   | WM in Moskau                                            | Schwer         | nach einer Niederlage gegen Fardin Masoumi Valadi, Iran |
| 2011 | 2.    | „Yasar-Dogu“-Memorial in Istanbul                       | Schwer         | hinter Fatih Çakıroğlu, Türkei, vor Taha Akgül und Ali Reza Kaya, Türkei                                                                                                   |
| 2011 | 11.   | EM in Dortmund                                          | Schwer         | nach einem Sieg über Jose Cuba Vázquez, Spanien und einer Niederlage gegen Camaləddin Məhəmmədov, Aserbaidschan                                                            |
| 2011 | 9.    | „Ali-Alijew“-Memorial in Kaspisk (Russland)             | Schwer         | Sieger: Bachtijar Achmedow, Russland vor Fatih Çakıroğlu |
| 2011 | 7.    | „Givi Kartosja & Wachtang Balawadse“-Memorial in Tiflis | Schwer         | Sieger: Dawit Modsmanaschwili, Georgien vor Aljaksej Schamarau, Weißrussland                                                                                               |
| 2011 | 5.    | Intern. Turnier der Ukraine in Kiew                     | Schwer         | hinter Artur Taymazov, Usbekistan, Marid Mutalimow, Kasachstan, Oleksandr Chozjaniwskyj, Ukraine und Taimuras Tigijew, Kasachstan                                          |
| 2011 | 13.   | WM in Istanbul                                          | Schwer         | nach einem Sieg über Florian Temengil, PLW und Niederlagen gegen Biljal Machow, Russland und Dschargalsaichany Tschuluunbat, Mongolei                                      |

## Erläuterungen
- alle Wettbewerbe im freien Stil
- WM = Weltmeisterschaft, EM = Europameisterschaft
- Schwergewicht, Gewichtsklasse bis 120 kg Körpergewicht